# Krystyna Zachwatowicz

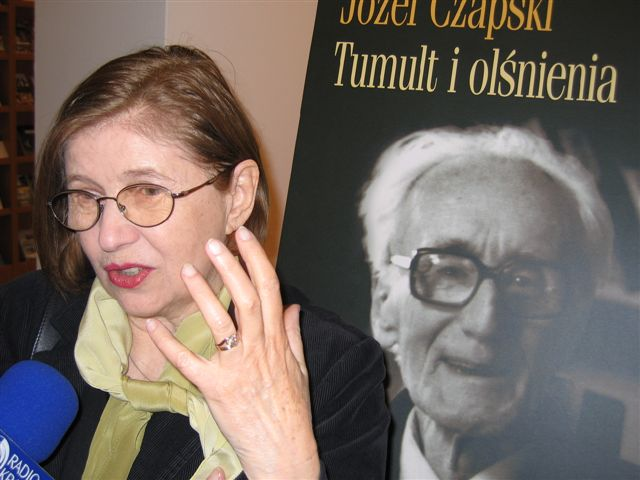
Krystyna Zachwatowicz (2005)

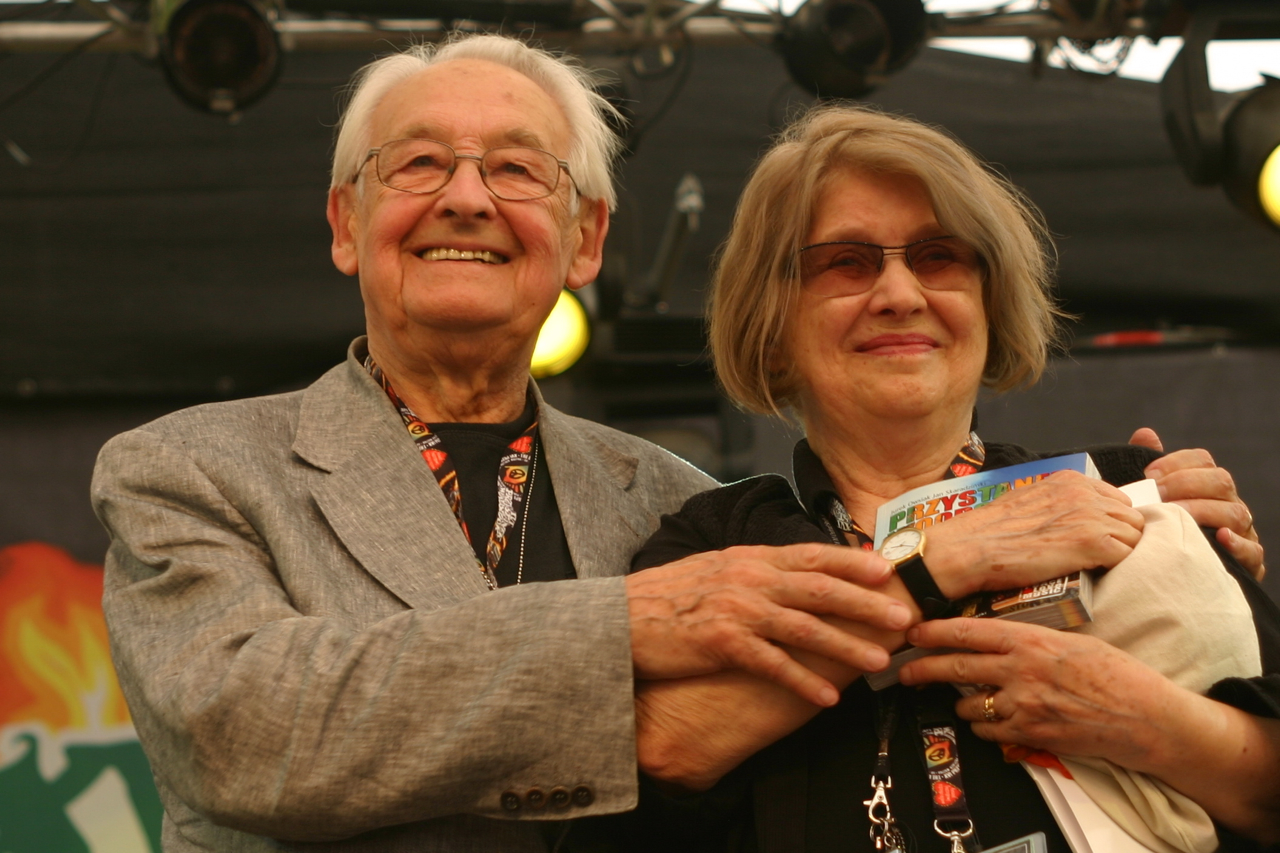
Krystyna Zachwatowicz mit ihrem Mann Andrzej Wajda

Krystyna Zachwatowicz (* 16. Mai 1930 in Warschau) ist eine polnische Bühnenbildnerin und Schauspielerin. Sie war bis zu dessen Tod im Jahr 2016 die Ehefrau des Regisseurs Andrzej Wajda und ist die Tochter der Architekten Jan Zachwatowicz und Maria Zachwatowicz.
Krystyna Zachwatowicz studierte zunächst Kunstgeschichte an der Jagiellonen-Universität in Krakau. Dieses Studium schloss sie 1952 ab. Anschließend schloss sie ein Bühnenbildstudium an der Kunsthochschule Krakau an, das sie 1958 abschloss. Im gleichen Jahr gab sie ihr Theaterdebüt als Bühnenbildnerin in Sosnowiec. Seit den 1960er Jahren arbeitete sie für die wichtigsten Theater in Krakau und Polen, wie das Polnische Theater Warschau und das Polnische Theater Breslau. Ab den 1970er Jahren arbeitete sie fast ausschließlich für Inszenierungen ihres Ehemannes Andrzej Wajda. 1958 begann sie auch ihre schauspielerische Laufbahn auf der Kabarettbühne Piwnica pod baranami in Krakau. Ihren ersten Filmauftritt hatte sie 1961 in Andrzej Wajdas Samson. 1976 kehrte sie zu Der Mann aus Marmor an den Filmset als Schauspielerin zurück. 1979 spielte sie ebenfalls unter der Regie von Andrzej Wajda eine der Hauptrollen in Die Mädchen von Wilko. Von da an spielte sie regelmäßig kleinere Rollen in Wajdas Filmen. Für Wajdas Filme Die Hochzeit, Eine Liebe in Deutschland und Die Rache entwarf sie außerdem die Kostüme. Sie ist Mitglied der Polnischen Filmakademie und Professorin an der Kunsthochschule Krakau. Ihr wurde 1999 das Ritterkreuz des Ordens Polonia Restituta verliehen.

## Filmografie (Auswahl)
- 1961: Samson
- 1977: Der Mann aus Marmor (Człowiek z marmuru)
- 1979: Die Mädchen von Wilko (Panny z Wilka)
- 1981: Der Mann aus Eisen (Człowiek z żelaza)
- 1986: Chronik von Liebesunfällen (Kronika wypadków miłosnych)
- 1990: Korczak
- 1999: Pan Tadeusz
- 2007: Das Massaker von Katyn (Katyń)
- 2013: Walesa. Czlowiek z nadziei